# Mauerwerksvernadelung
| Dieser Artikel wurde auf der Qualitätssicherungsseite des WikiProjekts Planen und Bauen eingetragen. Dies geschieht, um die Qualität der Artikel aus den Themengebieten Bautechnik, Architektur und Planung auf ein akzeptables Niveau zu bringen. Dabei werden Artikel, die nicht maßgeblich verbessert werden können, möglicherweise in die allgemeine Löschdiskussion gegeben. Hilf mit, die inhaltlichen Mängel dieses Artikels zu beseitigen, und beteilige dich an der Diskussion! |

Der Begriff Mauerwerksvernadelung kommt aus dem Bauwesen und bezeichnet die Verbindung von Mauerwerksteilen durch als „Nadeln“ bezeichnete, meist stählerne Anker. Bei zweischaligem Mauerwerk erfolgt die Vernadelung oder Verankerung der Verblendschicht mit dem Kernmauerwerk durch im Bauvorgang eingelegte Anker. Als Sanierungstechnik bezeichnet „Vernadelung“ das nachträgliche Einbringen von Nadeln oder Ankern in Mauerwerksteile, die Risse aufweisen oder auseinanderzureißen drohen.
Im norddeutschen Bereich wird häufig ein zweischaliges Mauerwerk, bestehend aus dem Hintermauerwerk, der sogenannten „Tragschale“ und der Verblendfassade, der sogenannten „Wetterschale“, gewählt. Die außenliegende Wetterschale besteht in der Regel aus einer 11,5 cm dicken Verblendfassade aus Vormauersteinen und soll gegen Witterungseinflüsse, insbesondere Regennässe, schützen. Zwischen der Verblendfassade und dem tragenden Hintermauerwerk mit einer Stärke von 17,5 bis 24 cm Mauerstärke ist häufig eine Luftschicht (etwa 4 cm) und eine Dämmschicht (etwa 10 cm) angeordnet.
Damit die schlanke, das heißt im Verhältnis zur Höhe dünne, Verblendfassade standsicher ist, wird sie mit der dahinter liegenden Tragschale über Luftschichtanker verbunden. Diese Drahtanker leiten Zug- und Druckkräfte in das tragende Hintermauerwerk ein. Sie werden beim Mauern der Tragschale mit in die Fugen eingelegt und stehen dann dem Maurer beim Hochmauern der Wetterschale zum Einbinden in die Mörtelschicht zur Verfügung. Die Anzahl der zu verwendenden Luftschichtanker ist in der DIN 1053 geregelt. Im Regelfall geht man davon aus, dass in der Fläche eine Menge von fünf Stück je Quadratmeter und im Randbereich sowie an den freien Rändern eine Linienverankerung alle 30 cm zu erfolgen hat.